# Wedge Tomb von Creevagh

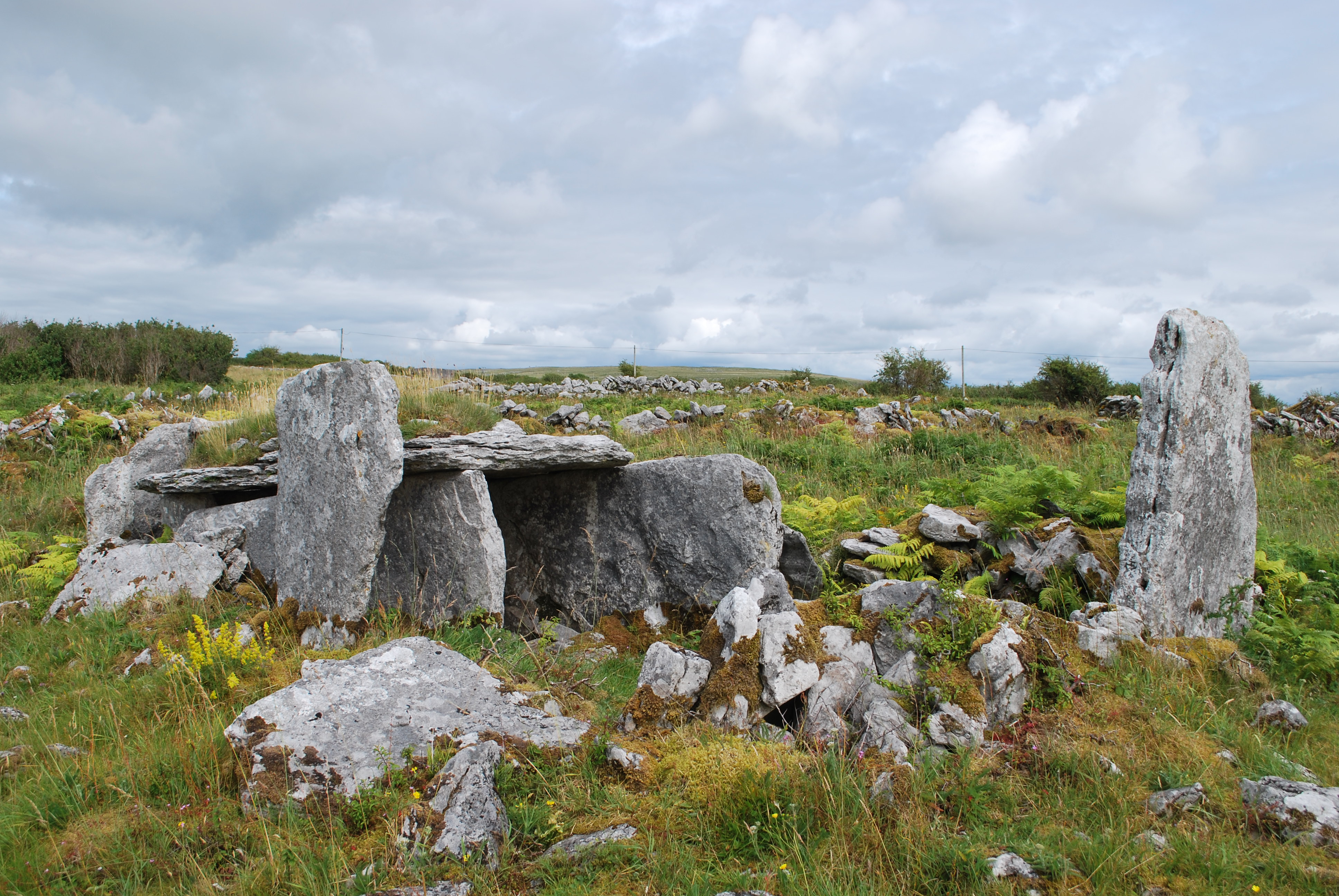
Creevagh

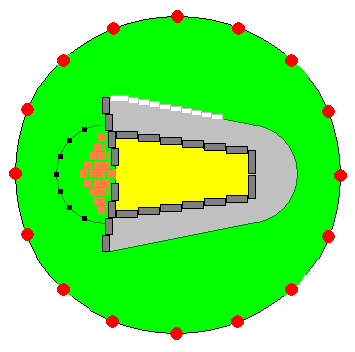
Idealtypisches Wedge tomb Island (Co. Cork)

Das Wedge Tomb von Creevagh (auch „Leaba Wedge Tomb“ genannt) liegt im Townland Creevagh (irisch An Chraobhach) südlich von Clonclouse, nördlich von Killinaboy, unweit des Burren Way, im Burren im County Clare in Irland.
Das Wedge Tomb (deutsch „Keilgrab“) von Creevagh ist eines der am besten erhaltenen im Burren. Die Kammer ist eine rechteckige Kastenkonstruktion, bestehend aus zwei langen Seitenplatten, einer langen Deckenplatte und einer Rückplatte am östlichen Ende. Eine Besonderheit ist die Anwesenheit von nicht zuordenbaren etwa 1,6 Meter hohen aufrechten Platten im Norden der Zugangsseite, im Westen der Eingangsseite und hinter der Rückseite der Kammer.